# Salsa de judía dulce
La salsa de judía dulce, también conocida como pasta de judía dulce (aunque esta es una receta distinta), pasta de soja dulce, pasta de harina dulce o salsa de fideos dulce, es una salsa china espesa de color marrón oscuro o negro hecha con harina de trigo, azúcar, sal, mantou y soja amarilla molida fermentada (es decir, lo que queda de la soja tras la fermentación de las semillas en salsa de soja).
Hay muchos tipos diferentes de salsa de judía dulce según las diferentes composiciones y métodos de producción, y cada uno representa un estilo local único de una región concreta, e incluso dentro de una misma área geográfica distintos fabricantes producen tipos diferentes de salsa de judía dulce. Por ejemplo, en el norte de China el uso de azúcar es mucho menor que el sur en términos de cantidades añadidas, mientras el uso de harina de mantou como ingrediente principal es mucho más común. Tradicionalmente, en estas regiones se considera que una marca de salsa de judía dulce es de buena calidad si su sabor dulce procede no de la adición de azúcar sino de la fermentación del almidón presente en sus ingredientes.
Parecida a la más conocida salsa hoisin, la salsa de judía dulce se usa a veces en platos como el pato a la pekinesa y como sustituto de la pasta de judía amarilla (黄酱; pinyin: huángjiàng) en el zha jiang mian. En la gastronomía de Pekín la pasta de soja amarilla es el acompañamiento tradicional de estos platos, siendo la salsa de judía dulce menos salada.
La salsa de judía dulce puede encontrarse en supermercados asiáticos típicos varios diversos nombres occidentalizados procedentes del mismo nombre chino.
Su equivalente coreano es el chunjang (hangul: 춘장; hanja: -醬), usado en el jajangmyeon (hangul: 자장면; hanja: 炸醬麵).